# Linia kolejowa nr 575
Linia kolejowa nr 575 – magistralna, zelektryfikowana, jednotorowa linia kolejowa znaczenia państwowego łącząca stację Szeligi z posterunkiem odgałęźnym Marków.